# Myrcia pubipetala
Myrcia pubipetala är en myrtenväxtart som beskrevs av Friedrich Anton Wilhelm Miquel. Myrcia pubipetala ingår i släktet Myrcia och familjen myrtenväxter. IUCN kategoriserar arten globalt som sårbar. Inga underarter finns listade i Catalogue of Life.